# Кусакабэ, Киэ
Ки́э Кусака́бэ (яп. 日下部 基栄, 11 октября 1978, Фукуока) — японская дзюдоистка лёгкой весовой категории, выступала за сборную Японии в конце 1990-х — середине 2000-х годов. Бронзовый призёр летних Олимпийских игр в Сиднее, обладательница бронзовой медали чемпионата мира, серебряный и бронзовый призёр Азиатских игр, двукратная чемпионка Азии, победительница многих турниров национального и международного значения.

## Биография
Киэ Кусакабэ родилась 11 октября 1978 года в городе Фукуока одноимённой префектуры. Активно заниматься дзюдо начала во время учёбы в колледже, позже продолжила подготовку, служа офицером полиции. Тренировалась под руководством Исаму Соноды, олимпийского чемпиона 1976 года.
Первого серьёзного успеха на взрослом международном уровне добилась в 1997 году, когда попала в основной состав японской национальной сборной и побывала на чемпионате Азии в Маниле, откуда привезла награду серебряного достоинства, выигранную в полусредней весовой категории — в решающем поединке потерпела поражение от кореянки Чон Сонсук. Год спустя спустилась в лёгкий вес и выступила на Азиатских играх в Бангкоке, где стала бронзовым призёром.
В 2000 году Кусакабэ одержала победу на домашнем азиатском первенстве в Осаке и благодаря череде удачных выступлений удостоилась права защищать честь страны на летних Олимпийских играх 2000 года в Сиднее. Взяла верх над первой соперницей, однако уже на стадии четвертьфиналов проиграла испанке Исабель Фернандес, которая в итоге стала олимпийской чемпионкой. В утешительном поединке за третье место поборола троих оппоненток и завоевала бронзовую олимпийскую медаль.
После сиднейской Олимпиады Киэ Кусакабэ осталась в основном составе дзюдоистской команды Японии и продолжила принимать участие в крупнейших международных турнирах. Так, в 2001 году она добавила в послужной список бронзовую медаль, полученную в лёгкой весовой категории на чемпионате мира в Мюнхене. В следующем сезоне выиграла серебряную медаль на Азиатских играх в Пусане, ещё через год была лучшей на азиатском первенстве в Чеджу.
На чемпионате Азии 2004 года в Алма-Ате взяла в лёгком весе бронзу, а позже отправилась представлять страну на Олимпийских играх в Афинах. На сей раз попасть в число призёров не сумела, в первых двух поединках поборола соперниц, но затем в четвертьфинале была остановлена немкой Ивонной Бёниш, а в поединках за третье место потерпела поражение от испанки Фернандес. Вскоре по окончании этих соревнований приняла решение завершить карьеру профессиональной спортсменки, уступив место в сборной молодым японским дзюдоисткам.
В октябре 2005 года уволилась из полиции и вышла замуж.